# Ferrarelle
Ferrarelle è un marchio italiano di acque minerali la cui fonte acquifera è a Riardo, in Campania.

## Storia
(Storico slogan delle reclame Ferrarelle)
Fu fondata nel 1893 a Riardo, in provincia di Terra di Lavoro. Nel 1925 fu acquistata dalla famiglia Violati. Nel 1987 passò sotto il controllo di Danone e IFIL. Nel 1991 IFIL vendette le sue quote a Danone che acquisì Ferrarelle tramite una società veicolo chiamata Italaquae SpA. Nel 2005 passa, inserita nel pacchetto di marchi detenuti da Italaquae, all'azienda italiana L.G.R. Holding, la quale rinominerà l'azienda Italaquae Ferrarelle S.p.A.. Nel 2017 espande, per la prima volta, il suo catalogo, iniziando a produrre un'acqua frizzante. Nel 2023, la produzione si allarga al mercato delle bibite gasate.

Il logo utilizzato fino al 2021

## Origine del nome
Lo stabilimento della Ferrarelle sorge nella proprietà dell'antica Abbazia di Santa Maria della Ferraria, legata anche al mito del monaco-feudatario casertano Malgerio Sorel, nei pressi di un campo detto dei monaci, ove secondo una leggenda apparivano all'imbrunire i fantasmi di monaci oranti, e si narra che gli operai del turno notturno evitassero, all'uscita, di calpestare il luogo abitato dai seppur pacifici spettri. Dal nome della abbazia deriva il nome Ferrarelle (piccola Ferraria, ossia ferriera).